# Rana huanrensis
Rana huanrensis es una especie de anfibio anuro de la familia Ranidae.

## Distribución geográfica
Esta especie se encuentra a unos 520 m sobre el nivel del mar, habita en:
- la República Popular China en las provincias de Liaoning y Jilin;
- Corea del Norte.[4]

## Descripción
Rana huanrensis mide hasta 53 mm para los machos y hasta 59 mm para las hembras. Los machos tienen extremidades más largas. La coloración general de la especie varía entre gris y marrón oliva con o sin la presencia de manchas oscuras. El vientre del macho es de color gris amarillento con pequeñas manchas negras que cubren la garganta y el pecho. Las hembras presentan estos mismos aspectos y, durante la época de reproducción, su vientre es de color amarillo verdoso.

## Relación
Rana huanrensis tiene similitudes con Rana dybowskii, sin embargo, se distingue por un color ventral diferente y ausencia de saco vocal.

## Etimología
El nombre de la especie está compuesto de huanr[en] y del sufijo latino -ensis que significa "que vive, que habita", y le fue dado en referencia al lugar de su descubrimiento, el condado de Huanren, provincia de Liaoning.

## Publicación original
- Fei, Ye & Huang, 1990 : Key to Chinese Amphibians. Chongqing, China, Publishing House for Scientific and Technological Literature, p. 1-364.